# Reflektor (album)
Reflektor je čtvrté studiové album kanadské skupiny Arcade Fire. Vydáno bylo v říjnu roku 2013 společnostmi Sonovox Records (Kanada) a Merge Records (USA). Kromě členů kapely se na produkci alba podíleli Markus Dravs a James Murphy. Dále se na nahrávce podíleli například David Bowie, Kid Koala, Owen Pallett, ale také pražská Filmharmonie.

## Seznam skladeb
1. nepojmenovaná píseň (skrytá) – 10:02
2. „Reflektor“ – 7:34
3. „We Exist“ – 5:43
4. „Flashbulb Eyes“ – 2:42
5. „Here Comes the Night Time“ – 6:30
6. „Normal Person“ – 4:22
7. „You Already Know“ – 3:59
8. „Joan of Arc“ – 5:24
9. „Here Comes the Night Time II“ – 2:51
10. „Awful Sound (Oh Eurydice)“ – 6:13
11. „It's Never Over (Hey Orpheus)“ – 6:42
12. „Porno“ – 6:02
13. „Afterlife“ – 5:52
14. „Supersymmetry“ (obsahuje nepojmenovanou skrytou píseň) – 11:16

## Obsazení
Arcade Fire
- Win Butler – zpěv, kytara, baskytara, klavír, syntezátor, banjo, mandolína
- Régine Chassagne – zpěv, syntezátor, klavír, akordeon, xylofon, niněra, bicí, zobcová flétna, perkuse
- Richard Reed Parry – kytara, klavír, syntezátor, varhany, xylofon, akordeon, baskytara, kontrabas, celesta, bicí, perkuse, doprovodné vokály
- Tim Kingsbury – kytara, baskytara, kontrabas, klavír, syntezátor, doprovodno vokály
- Will Butler – kytara, baskytara, kontrabas, syntezátor, klavír, sitár, pozoun, klarinet, zvonkohra, omnichord, koncertina, perkuse, doprovodné vokály
- Jeremy Gara – bicí, kytara, klavír, syntezátor, perkuse

Ostatní hudebníci
- Sarah Neufeld – smyčce, aranžmá, doprovodné vokály, zpěv, syntezátor, klavír
- Owen Pallett – aranžmá, smyčce, klavír
- Marika Anthony-Shaw – smyčce
- Filmharmonie – orchestr
- Colin Stetson – aranžmá, saxofon
- Stuart Bogie – saxofon
- Willinson Duprate – perkuse
- Verrieux Zile – perkuse
- Baptiste Jean Nazaire – perkuse
- Wilkenson Magloire – perkuse
- Dieuveut Marc Thelus – perkuse
- Wichemond Thelus – perkuse
- Kid Koala – samply
- David Bowie – zpěv
- Jonathan Ross – sampl hlasu